# ویتزولا تیچینو
ویتزولا تیچینو (به ایتالیایی: Vizzola Ticino) یک کومونه در ایتالیا است که در استان وارزه واقع شده‌است. ویتزولا تیچینو ۷ کیلومتر مربع مساحت و ۴۲۸ نفر جمعیت دارد.